# Muharram
Muharram eller Muharram ul Haram er den islamiske kalenders første måned. Det er en af de fire hellige måneder i løbet af året. Det er ikke velset at være i krig eller på anden måde kæmpe i muharram, og stridigheder bliver ofte bilagt i denne måned. 
Den islamiske kalender følger månen, og derfor flytter muharram sig 11-12 dage hvert år i forhold til den gregorianske kalender. Måneder starter, når en rettroende muslim iagttager nymånen på himlen, og derfor kan det ikke præcis siges, hvornår en måned vil starte.
Den første dag i muharram er starten på det nye år i islam. Muharram-festivalen finder sted i løbet af måneden, og især shia-muslimer mindes Slaget ved Karbala. Højtidelighederne når deres klimaks på den 10. muharram, Ashura hvor shia-muslimer mindes Imam Hussain. (Se islamiske helligdage).
Fejringen af det islamiske nytår er ikke anerkendt som en islamisk festdag.[kilde mangler] Nogle muslimer mener derfor, at nytårsfester og traditionerne forbundet hermed er haram.[kilde mangler]